# مسجد سنت پترزبورگ

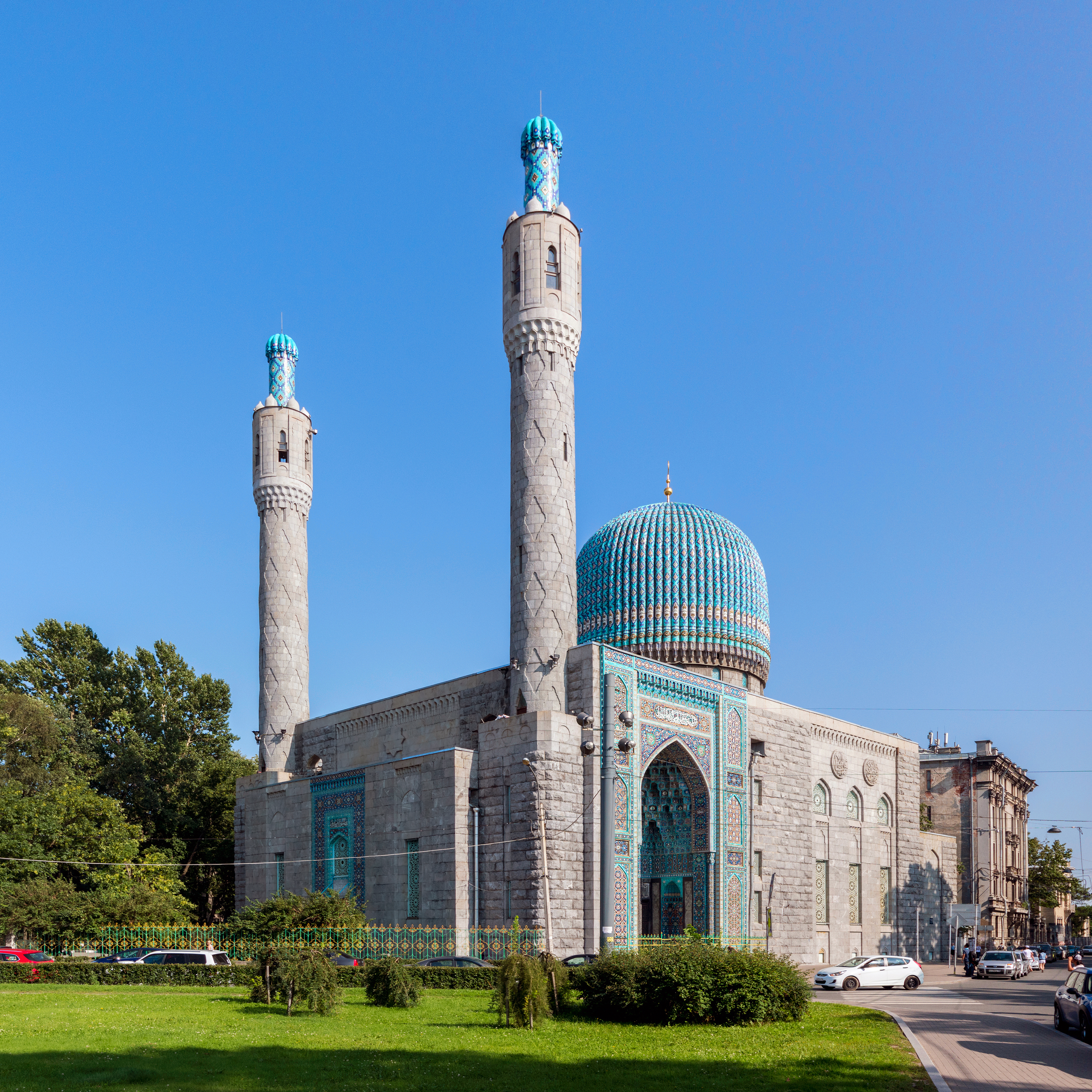
نمایی از مسجد

مسجد سن پترزبورگ (به روسی: Санкт-Петербу́ргская мече́ть) مسجد معروفی در سن پترزبورگ، روسیه است که در هنگام پایان بنای آن در ۱۹۱۳ بزرگ‌ترین مسجد اروپا محسوب می‌شد. این مسجد با ارتفاع ۴۸ متری و ارتفاع ۳۹ متری گنبد در جنوب شهر سن پترزبورگ واقع است و به سادگی از روی پل‌های سه‌گانه بر روی رود نوا قابل رؤیت است.
سنگ بنای این مسجد در ۱۹۱۰ هنگام جشن بیست و پنجمین سالگرد خلافت عبدالاحد خان بر بخارا نهاده شد. تعداد مسلمانان سن پترزبورگ در آن دوران بالغ بر ۸٬۰۰۰ نفر بود. معمار آن نیکلای واسیلیف بود.

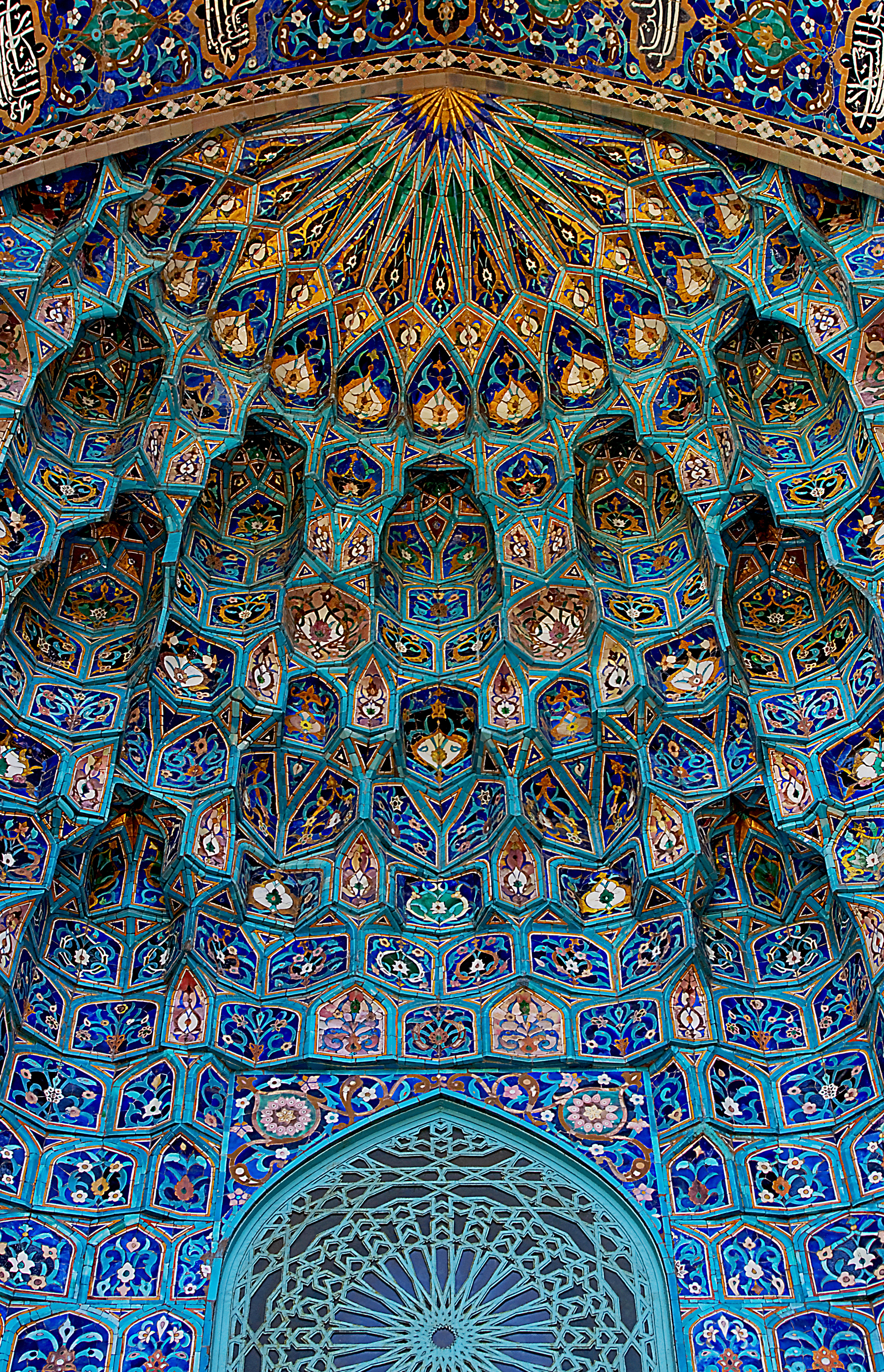
کاشی‌کاری‌های مسجد

## تاریخچه
در زمان حکومت شوروی، تمام مظاهر دینی تعطیل و نابود می‌شدند. از جمله مسجد سن پترزبورگ که به انبار وسایل پزشکی تبدیل شد. اما بعد از جنگ جهانی دوم و به درخواست رئیس جمهور اندونزی که زمان «خروشچف» به سن پترزبورگ سفر کرده بود، مسجد به روی مسلمانان باز شد.
معماری و بافت شهری سنت پترزبورگ به نحوی است که این مسجد در خیلی از مناطق شهر دیده می‌شود.